# Urquhart, Moray
Urquhart är en by i Moray i Skottland. Byn är belägen 2 km 
från Lhanbryde. Orten har 420 invånare (2001).